# Wohnhaus Bahnhofstraße 61

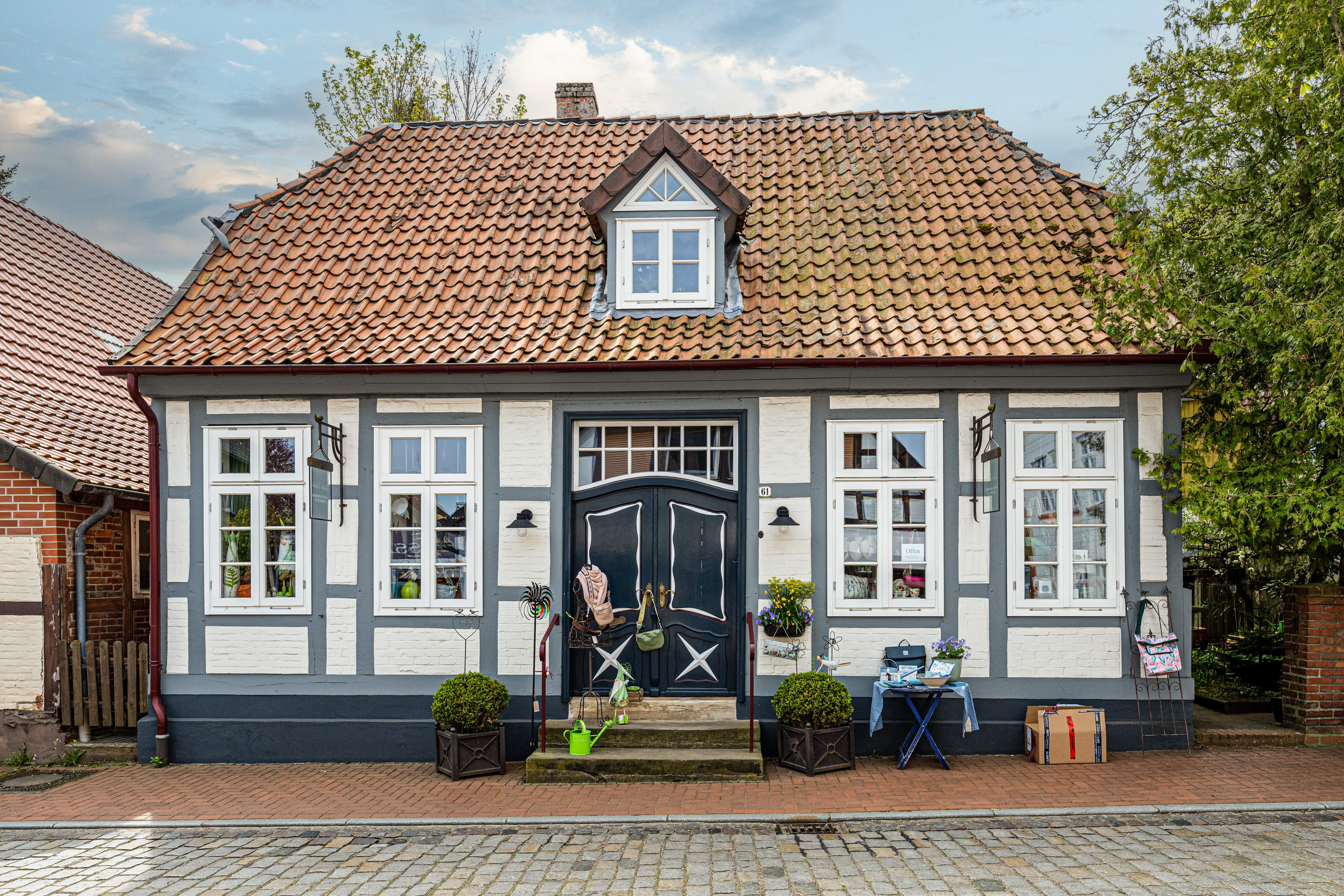
Bahnhofstraße 61

Das Wohnhaus Bahnhofstraße 61 in Bruchhausen-Vilsen stammt vom 19. Jahrhundert. Aktuell (2022) ist hier auch ein kleiner Laden untergebracht.
Das Gebäude steht unter Denkmalschutz (siehe auch Liste der Baudenkmale in Bruchhausen-Vilsen).

## Geschichte
Das eingeschossige Gebäude in Fachwerk mit Putzausfachungen, Krüppelwalmdach und einer mittigen markanten Gaube wurde um 1890 gebaut.